# Tiquipaya
Tiquipaya es una ciudad y municipio de Bolivia, ubicado en la provincia de Quillacollo del departamento de Cochabamba. Forma parte de la Región metropolitana de Kanata de la ciudad de Cochabamba. Es también conocida con el apodo de La Ciudad De Las Flores.

## Toponimia
El término Tiquipaya es de origen aimara. El historiador Rafael Peredo A. dice en su "Ensayo Monográfico de la Provincia Quillacollo", 1960, Tiquipaya, proviene del aimara que significa: “Confluencia plana entre dos ríos”. En la región, numerosos lugares mantienen la designación original derivada de ésta lengua; y, en la cordillera existen todavía comunidades que hablan el idioma aimara, como lengua materna.
La dominación Quechua sobre la cultura aymara, llegó en tiempo del Inca Kapaj Yupanki, al respecto indica el autor: "El Inca Kapaj Yupanki, puso fin a la guerra civil que sostenían los Kari y Sapalla" (caciques aymaras), que se disputaban el dominio de extensas tierras de pastoreo y cultivo). Señalando la jurisdicción definitiva de los caciques en discordia. Ordenó abrir una zanja para evitar nuevas disputas, separando los campos en litigio". "La conclusión de la lucha culminó con bulliciosos festejos trazándose una línea divisoria desde las alturas de Taquiña hasta la región de Caspichaca... ese lindero que sirvió para pacificar a Karis y Sapallas, es el límite del Cercado de Cochabamba y de la provincia Quillacollo, pasa por Linde en la jurisdicción de Tiquipaya".

## Historia
Por la fertilidad de sus valles e importancia geopolítica, Tiquipaya posee una larga historia con diferentes periodos de ocupación y desarrollo.
Los primeros indicios de los orígenes de Tiquipaya es del siglo XIII, cuando la zona estaba habitada por aymaras que vivían en poblados de las cimas de la pradera del valle.
En la época de los quechuas, sus tierras eran llamadas “Pueblo Real de Indios” porque pertenecían al Inca Huayna Cápac, junto a los valles de Sipe Sipe, El Paso, Taquiña y Cala Cala, constituyéndose en una región agropecuaria de cereales, cuya producción se transporta hasta el Cusco.
Numerosas evidencias arqueológicas han sido encontradas en áreas próximas a la cordillera del Tunari. 
El historiador José Macedonio Urquidi, en su célebre obra “Orígenes de la Noble Villa de Oropeza”, habla de la existencia de artefactos de cerámica con motivos ornamentales ideográficos o jeroglíficas, muestra de la existencia de culturas aymaras y quechuas, quienes fueron los colonizadores de este territorio.
Entre los años 1570-1575, el Virrey Francisco de Toledo ordenó una visita general a Cochabamba para afianzar más control social y económico en los 614 repartimientos de toda la región. A esta visita asistieron 15 eclesiásticos, quienes instauraron las misiones religiosas en estos territorios. En 1573, Tiquipaya se consolidó como el repartimiento “San Miguel de Tiquipaya” y se le asignó una superficie de 484 fanegadas (1.403,60 hectáreas).
Desde la creación de la provincia Quillacollo en 1905, desprendida de Tapacarí, Tiquipaya fue un cantón de la Primera Sección Quillacollo, hasta que en 1957 (23 de septiembre), se promulgó la Ley que decreta la creación de la Tercera Sección Municipal de Quillacollo, estableciéndose por capital Tiquipaya.

### Desborde del río Taquiña
En 2020 el río Taquiña se desbordó debido a las fuertes lluvias en el parque nacional Tunari, lo que causó que una mazamorra afecte a varios sectores de la ciudad. Este desborde afectó a numerosas viviendas y calles de Tiquipaya, con aguas que arrastraban troncos, rocas grandes, entre otros materiales. El desborde dejó un muerto y 50 familias tuvieron que ser trasladads, debido al lodo que afectó sus viviendas. Este desastre se atribuye a los constantes loteamientos en el parque nacional Tunari, con el fin de urbanizar las torrenteras, franjas de seguridad y hasta acuíferos.

## Ubicación
Tiquipaya está ubicada en la provincia de Quillacollo del departamento de Cochabamba. La ciudad capital del municipio (distrito IV) se encuentra aproximadamente a 11 km de la ciudad de Cochabamba, la capital departamental. La vía para visitar esta ciudad es por la avenida Reducto encontrada en el kilómetro 9 de la avenida Blanco Galindo hacia el norte y la avenida Ecológica siguiendo hacia el oeste.
Tiquipaya se encuentra ubicada al noroeste de la ciudad de Cochabamba, entre los 17 grados, 20' latitud Sur, 65 grados, 74' longitud Oeste. El municipio tiene una extensión de 1.866,44 km² y se encuentra a una altura media de 2.640 m s. n. m. Cuenta con una temperatura promedio de 22 °C y 600 mm de precipitación pluvial.
En el municipio de Tiquipaya, destacan varios distritos y barrios reconocidos, como Montecillo (Molino), Chapisirca (San Cristóbal, Vila Vila), Linde (Molle Molle, Trojes), Tiquipaya Sud (4 esquinas, Chalancalle), Apote (Tinti Moqho, Tolavi) y Tiquipaya Central. Estos lugares contribuyen a la diversidad y vitalidad de la comunidad local.

## División territorial
En la actualidad Tiquipaya consta de 6 distritos, distribuido a lo largo de su territorio.

## Geografía

### Fisiografía
El municipio comprende los pisos ecológicos con microclimas característicos de, Valles, Puna, Yungas y Subtrópico, zonas cuyo potencial es la producción agrícola y pecuaria.
Los ríos principales del municipio son el Khora, Kotumayu, Saylu Kocha, Taquiña y Chaquimayu.

### Clima
El micro clima de la jurisdicción es variable debido a la diferencia de alturas. La temperatura promedio anual es de 14.5 °C, con promedios mensuales que varían de 10.4 °C en los meses de junio a julio, a 16 °C en noviembre. La precipitación media anual es de 620 mm/año, cerca del 90% de la precipitación ocurre en 6 meses, de noviembre a abril.
La humedad relativa media según la estación de AASANA es de 57% con una variación de 50% en octubre y 68% en febrero. Además existen registros de vientos predominantes de este a oeste con una velocidad del viento de 1.1 m/s (91 km./día). 
La estación seca comienza en el mes de mayo y finaliza en septiembre: siendo los meses más secos, mayo, junio, julio y agosto. La evapotraspiración potencial representa un 81.2% marcada por la época de lluvias que inicia en el mes de noviembre cuya duración se registra hasta mediados de marzo.

### Pisos ecológicos

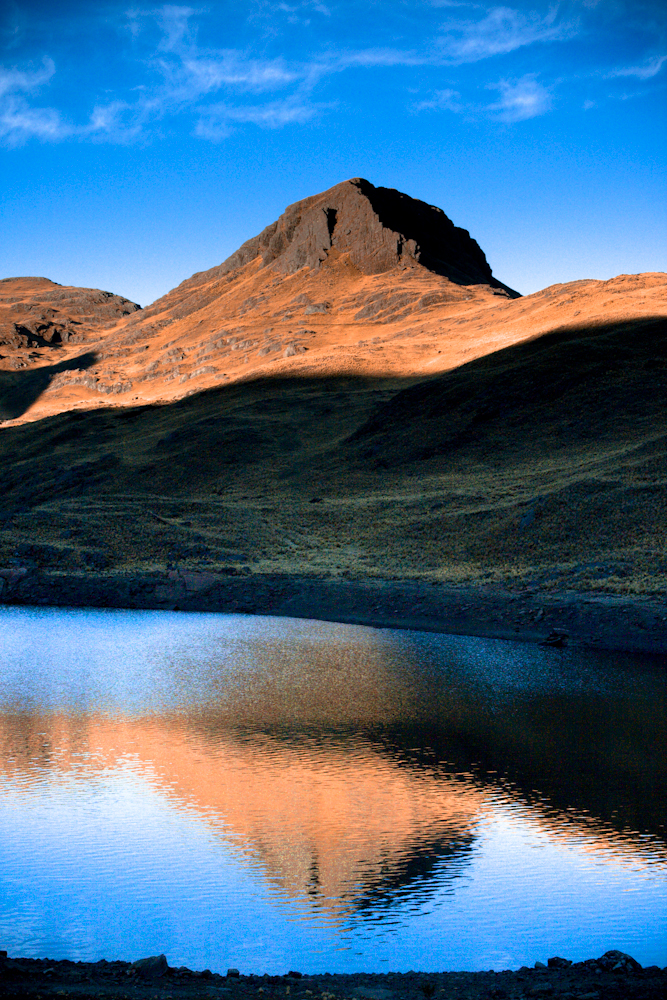
Laguna Warawara en el parque nacional Tunari.

El territorio del municipio abarca tres pisos agroecológicos:
Al norte, cabecera de trópico: situada a una altura menor de 2.700 m.s.n.m cuyos suelos son parte de terrazas térmicas y cuaternarias fértiles con una variedad de flora y fauna tropical, son tierras aptas para la agricultura y la ganadería, que son escasamente cultivadas por falta de vías de comunicación con los mercados. Tiene una temperatura mínima de 17 °C y una máxima de 30 °C, con una precipitación pluvial intensa que llega hasta 1.200 mm/año. 
Zona central, puna: entre las cotas 2.780 hasta 4.600 m s. n. m.  suelos pluviales y diluviales, de norte a sur presenta un relieve irregular, montañoso conformado por colinas y cuencas sucesivas con pendiente que fluctúan entre 30% y 60%, de bosques secos y estepas espinosas de escasa vegetación. Con un clima que llega a temperaturas bajo 5 °C en invierno y hasta 17 °C en verano, tiene una precipitación pluvial que fluctúa entre 400 y 600 mm/año. En la zona existen importantes reservas de agua, entre las principales están las lagunas Escalerani y Wara Wara que proveen de agua potable a la ciudad de Cochabamba.
Al sur, zona de los valles: Que se extienden entre las cotas 2.250 y 2.750 m.s.n.m cuyos suelos son parte de cuencas cuaternarias y terciarias cerca de las serranías, tiene una flora y fauna típica de los valles, una temperatura mínima de 2 °C en invierno y una máxima de 27 °C en verano, con precipitaciones pluviales promedio de 600 mm/año, la zona está surcado por varios ríos de pequeño cauce que desembocan en el río Rocha.

## Flora
La cobertura vegetal de Tiquipaya, por sus características climáticas y su altura se ve reflejada en pequeños bosques bajos, en determinados sectores de enclave, con dosel de 6-8 metros de altura, la cobertura es variable y esta en función de su grado de conservación. La zona de quebradas se caracteriza fundamentalmente por kewiñas (Polypepis besseri), una especie característica entre unos 2800 – 3500 m de altitud. La zona de pajonales presentan por lo general menor cobertura, menor biomasa y diversidad florística, Existen zonas con bastante humedad permanente en el suelo llamadas bofedales o vegas alto andinas constituidas por las grandes juncáceas almohadilladas compactas, de las cuales se presentan como poblaciones puras de una sola especie, según las localidades. 
Se puede advertir además la siguiente composición de flora:
• Flores: Rosas, gladiolos, claveles, fresias, marigoles, nardos, margaritas, siempre vivas, ilusiones, crisantemos dalias, etc. 
•	Frutales: Durazno, damasco, albarillo, manzana, pera, membrillo, nueces, uva, tuna, higo, chirimoya, tumbo, peramota, y algunos cítricos. 
•	Forestales: Eucalipto, Eucalipto camadulensis, Sauce llorón, Pino Ciprés, Algarrobo, Kiswara, Pino Radiolo, Chillaos, Ula Ula, Cantuta silvestre, Chillijchi (Ceibo), Aliso, Sehuenca, Jarka, Chirimolle, Álamo, Jacaranda, Tora, Quiñi, Chagatea. 
•	Leguminosas: Coliflor, repollo, brócoli, espinaca, rábano, ají, tomate, perejil, cebolla, lechuga, pimiento, pepino, betarraga, haba, arveja, vaina, poroto, nabo, zanahoria y otros.Forrajeras Alfa Alfa, Trébol blanco, Trébol rojo, Pasto festuco, Pasto cola de zorro, Pasto Falaris, RAI gross y otros. 
•	Silvestres: Cañahueca, Chillca, Alfa Alfa, Girasol, sauce llorón, airampo, tara y otras. Medicinales Durazno (huajchabarbera), wira wira, borraja, ningri ningri, zarzaparrilla, gladion (cola de caballo), pinku pinku, ockho ruru, berro, diente de león, llantén (anku anku), toronjil, saúco, manzanilla, botón, de oro, hediondilla, ortiga, azahar, rosa ordinaria, pasionaria (lock'osti), muni, tarco , altamisa, paico, cardo santo y otras.

## Fauna
A la fecha se registraron 30 especies de mamíferos, 163 especies de aves, dos especies de reptiles y dos de anfibios.
Según el Servicio Nacional de Áreas Protegidas (SERNAP), entre las aves se presentan cuatro especies endémicas: Oreotrochilus Adela, Aglaeactis pamela, Asthenes heterura y Poospiza garlepi, la cual habita casi exclusivamente bosquecillos de Polylepsis besseri subtusalbida y se halla en peligro de extinción. También habitan las especies Sicalis luteocephala, Saltator rufiventris, Oreomanes fraseri, Diglossa carbonaria, que son vulnerables, y Leptastenura yanacensis que tiene una alta prioridad para la investigación y conservación. En la zona de la cuenca de Taquiña, se observa también la presencia de cuyes (Microcavia niata), viscacha (Lagidium viscacia), ratón de campo (Rattus rattus), zorro (Canis culpaeus), gato de monte (Felis concolor), ratas del género Ctenomys, ranas del género Pleurodema. Otros mamíferos como el zorrino (Conepatus chinga rex), los cuyes (Micorcavia niata, Cavia aperea y Galea musteloides), lagartijas del género Liolaemus, insectos de los órdenes: Formicidos, Hymenoptera, Odonata, Lepydoptera, Dyptera y Coleoptera. Murciélagos de los géneros: Lasiurus y Histiotus y sapos de género Bufo.

## Demografía
De acuerdo con el censo boliviano de 2024, la población del municipio de Tiquipaya es de 61 600 habitantes.
La población del municipio aumentó varias veces entre 1992 y 2024:
| Año  | Habitantes (municipio) | Fuente |
| ---- | ---------------------- | ------ |
| 1992 | 13.371                 | Censo  |
| 2001 | 37.791                 | Censo  |
| 2012 | 53.668                 | Censo  |
| 2024 | 61.600                 | Censo  |

## Turismo
Los sitios recomendados para el turismo de aventura son las lagunas de Escalerani y la Laguna Mayu. Entre otros también está el lugar Los Molinos, especial por su visita de enamorados.
Entre las actividades más importantes esta la festividad de San Miguel Arcángel el 24 de octubre, y la feria de la trucha el 14 de septiembre y la feria de las flores la primera semana de septiembre.

## Población
La población del municipio de Tiquipaya según el censo de población de 2012 asciende a 53 904 habitantes, 27 819 mujeres y 26 085 hombres.

## Curiosidades
La ciudad ha sido sede de la Conferencia Mundial de Los Pueblos Sobre el Cambio Climático y Los Derechos de La Madre Tierra que se realizó del 19 al 22 de abril de 2010 con la participación de 15 mil delegaciones de todo el mundo.